# Ashlynn Yennie
Ashlynn Yennie (Riverton, 15 de maio de 1985) é uma atriz norte-americana.

## Carreira

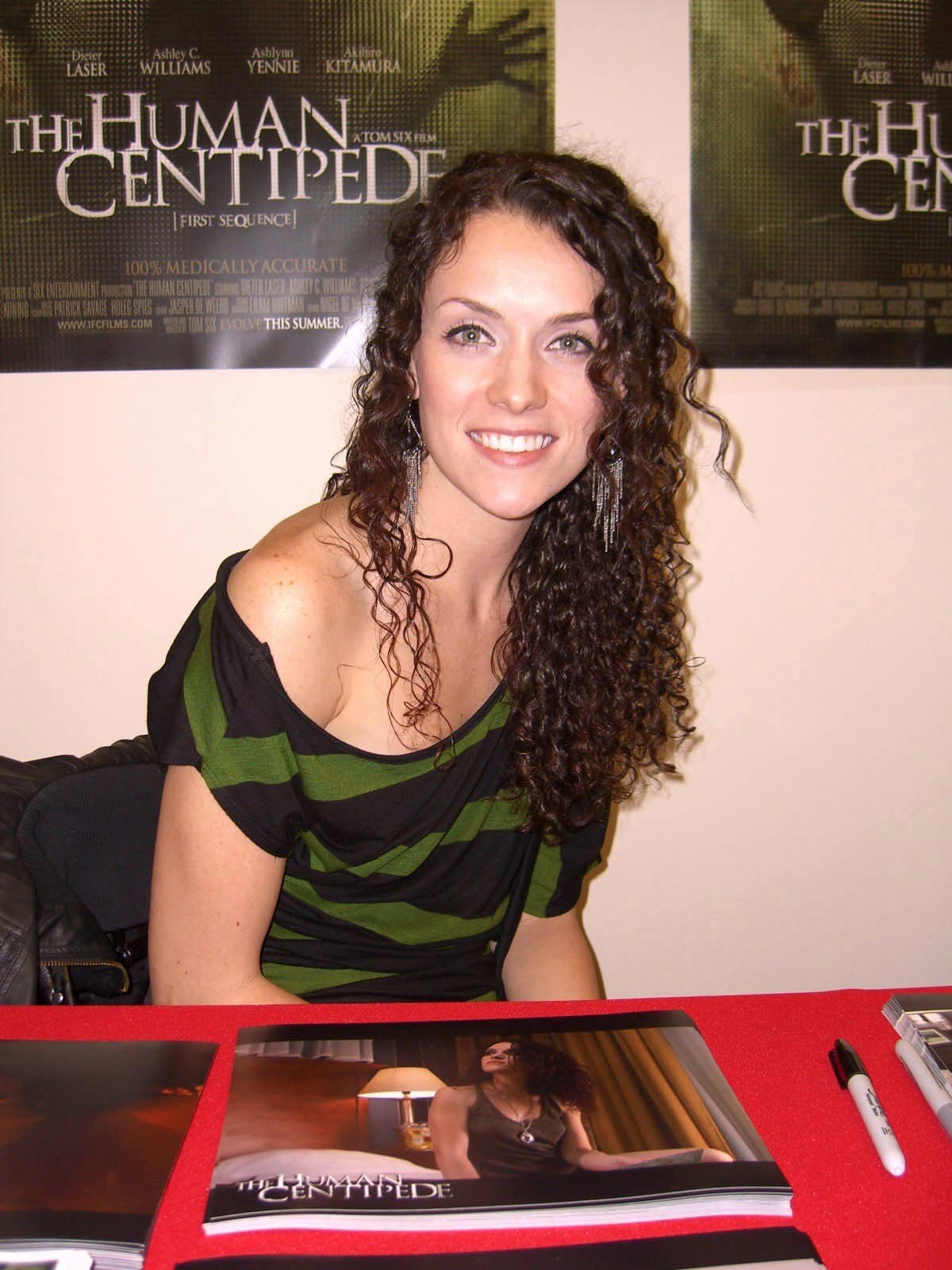
Ashlynn Yennie, em 2010, divulgando o filme The Human Centipede (First Sequence)

Tornou-se conhecida por interpretar "Jenny" no filme de terror holandês, The Human Centipede (First Sequence) . Em 2010, ela estrelou como Starlene Arbuckle no filme American Maniacs (anteriormente conhecido como Fetch). Em 2011, participou da sequência de The Human Centipede (First Sequence), interpretando a si mesma em The Human Centipede 2 (Full Sequence).

## Filmografia parcial
- The Human Centipede (First Sequence): 2009
- 'The Human Centipede 2 (Full Sequence): 2012
- Obsessão (2016)
- A vizinha errada: 2017